# Сен-Поль-де-Лубрессак
Сен-Поль-де-Лубресса́к (фр. Saint-Paul-de-Loubressac) — колишній муніципалітет у Франції, у регіоні Окситанія, департамент Лот. Населення — 559 осіб (2011).
Муніципалітет був розташований на відстані близько 520 км на південь від Парижа, 80 км на північ від Тулузи, 17 км на південь від Каора.

## Історія
До 2015 року муніципалітет перебував у складі регіону Південь-Піренеї. Від 1 січня 2016 року належав до нового об'єднаного регіону Окситанія.
1 січня 2016 року Сен-Поль-де-Лубрессак і Флоньяк було об'єднано в новий муніципалітет Сен-Поль-Флоньяк.

## Демографія
Динаміка населення (INSEE ):
Розподіл населення за віком та статтю (2006):
| Стать | Всього | До 15 років | 15-24 | 25-44 | 45-64 | 65-85 | Понад 85 |
| --- | ------ | ----------- | ----- | ----- | ----- | ----- | -------- |
| Чоловіки | 241    | 35          | 16    | 87    | 51    | 52    | 0        |
| Жінки | 261    | 55          | 12    | 71    | 67    | 44    | 12       |
| \| Статево-вікова піраміда \| Статево-вікова піраміда \| Статево-вікова піраміда \| \| ----------------------- \| ----------------------- \| ----------------------- \| \| Чоловіки \| Вік \| Жінки \| \| 0 \| 85 + \| 12 \| \| 8 \| 80-84 \| 12 \| \| 20 \| 75-79 \| 8 \| \| 12 \| 70-74 \| 12 \| \| 12 \| 65-69 \| 12 \| \| 16 \| 60-64 \| 20 \| \| 27 \| 55-59 \| 12 \| \| 4 \| 50-54 \| 27 \| \| 4 \| 45-49 \| 8 \| \| 31 \| 40-44 \| 23 \| \| 16 \| 35-39 \| 12 \| \| 20 \| 30-34 \| 20 \| \| 20 \| 25-29 \| 16 \| \| 8 \| 20-24 \| 8 \| \| 8 \| 15-20 \| 4 \| \| 4 \| 10-14 \| 16 \| \| 8 \| 5-9 \| 27 \| \| 23 \| 0-4 \| 12 \| |        |             |       |       |       |       |          |
| Статево-вікова піраміда |        |             |       |       |       |       |          |
| Чоловіки | Вік    | Жінки       |       |       |       |       |          |
| 0 | 85 +   | 12          |       |       |       |       |          |
| 8 | 80-84  | 12          |       |       |       |       |          |
| 20 | 75-79  | 8           |       |       |       |       |          |
| 12 | 70-74  | 12          |       |       |       |       |          |
| 12 | 65-69  | 12          |       |       |       |       |          |
| 16 | 60-64  | 20          |       |       |       |       |          |
| 27 | 55-59  | 12          |       |       |       |       |          |
| 4 | 50-54  | 27          |       |       |       |       |          |
| 4 | 45-49  | 8           |       |       |       |       |          |
| 31 | 40-44  | 23          |       |       |       |       |          |
| 16 | 35-39  | 12          |       |       |       |       |          |
| 20 | 30-34  | 20          |       |       |       |       |          |
| 20 | 25-29  | 16          |       |       |       |       |          |
| 8 | 20-24  | 8           |       |       |       |       |          |
| 8 | 15-20  | 4           |       |       |       |       |          |
| 4 | 10-14  | 16          |       |       |       |       |          |
| 8 | 5-9    | 27          |       |       |       |       |          |
| 23 | 0-4    | 12          |       |       |       |       |          |

## Економіка
2010 року серед 344 осіб працездатного віку (15—64 років) 266 були активними, 78 — неактивними (показник активності 77,3%, у 1999 році було 63,9%). З 266 активних мешканців працювали 243 особи (124 чоловіки та 119 жінок), безробітними було 23 (15 чоловіків та 8 жінок). Серед 78 неактивних 15 осіб було учнями чи студентами, 42 — пенсіонерами, 21 була неактивною з інших причин.

У 2010 році в муніципалітеті числилось 228 оподаткованих домогосподарств, у яких проживали 565,5 особи, медіана доходів виносила 17 064 євро на одного особоспоживача